# Загладін Вадим Валентинович
Вадим Валентинович Загладін (23 червня 1927, Москва — 17 листопада 2006, Москва) — радянський партійний і державний діяч, російський політолог, радник Президента СРСР. Член Центральної ревізійної комісії КПРС (1971—1976). Кандидат у члени ЦК КПРС (1976—1981). Член ЦК КПРС (1981—1990). Депутат Верховної Ради РРФСР 9-го скликання. Депутат Верховної Ради СРСР 10—11-го скликань. 

## Біографія

### Освіта
У 1949 році закінчив Московський державний інститут міжнародних відносин МЗС СРСР (МДІМВ), а в 1952 році — аспірантуру при МДІМВ. Спеціальність — історик-міжнародник. Кандидат історичних наук (1953), доктор філософських наук (1983), професор (1973), дійсний член Російської академії природничих наук. 

### Професійна діяльність
З 1952 по 1954 рік — асистент, викладач, старший викладач Московського державного інституту міжнародних відносин МЗС СРСР.
Член КПРС з 1955 року.
У 1954—1960 роках працював на редакційній роботі в журналі «Новое время»: у 1954—1957 роках — літературний співробітник, у 1957—1960 роках — відповідальний секретар редакції. У 1960—1964 роках — заступник відповідального секретаря, завідувач відділу редакції журналу «Проблеми миру і соціалізму» (Прага).
З липня 1964 по 1988 працював у Міжнародному відділі ЦК КПРС: консультант, з 1967 року — заступник завідувача, з 1975 року — 1-й заступник завідувача відділу.
Одночасно з 1969 року (протягом 18 років) — заступник голови Наукової ради президії АН СРСР з проблем історії міжнародного робітничого і національно-визвольного руху в Інституті суспільних наук при ЦК КПРС.
Станіслав Меньшиков відзначав: «улюбленцем Брежнєва був перший заступник Пономарьова Вадим Загладін… Генсек регулярно обдаровував Загладіна трофеями свого полювання, брав з собою в поїздки, поміщав по близькості від себе на переговорах. Бачачи на офіційних фотографіях Вадима прямо за генсеківською спиною, партійна еліта перойнялася до нього особливим пієтетом»".
У 1979—1989 роках — секретар Комісії у закордонних справах Ради Союзу Верховної Ради СРСР, заступник голови Парламентської групи СРСР.
У 1988—1991 роках — радник М. С. Горбачова (як голови Президії Верховної Ради СРСР, голови Верховної Ради СРСР, президента СРСР).
У 1980—1990 роках — головний редактор «Французького щорічника».
З 1992 року — радник президента Горбачов-Фонду, заступник голови міжнародної Асоціації європейського атлантичного співробітництва, член керівництва зовнішньополітичної асоціації.
Похований на Введенському кладовищі Москви.

## Сім'я
- Батько — Валентин Миколайович (1890—1971) — генерал-майор.
- Мати — Аліса Павлівна, до шлюбу Івенса (1906—1974).
- Дружина — Світлана Михайлівна, дошлюбна Козлова (1929—1995) — доктор економічних наук, професор.
  - Син — Микита Вадимович (1951—2016) — політолог, доктор історичних наук, професор.
  - Дочка — Людмила Вадимівна (в шлюбі Бірюкова) (1953—2009), співзасновниця сайту «Всеросійське генеалогічне древо» (ВОТ)
- Дружина — Тамара Георгіївна, до шлюбу Чернова (1931—2008).
  - Дочка — Загладіна Оксана Вадимівна (рід. 1960).
- Дружина — Жанна Володимирівна (нар. 1957).

## Твори
Автор ряду книг і близько 300 статей з проблем міжнародних відносин, в тому числі:
- Боротьба французького народу за мир і національну незалежність, М., 1955.
- Закономірності робітничого руху і боротьба за соціалізм. М., 1970.
- Передумови соціалізму і боротьба за соціалізм. М., 1975.
- Глобальні проблеми сучасності: науковий і соціальний аспекти. М., 1981 (у співавторстві).
- За права трудящих, за мир і безпеку народів. Комуністичний авангард робітничого руху на початку 80-х років. М., 1982.
- Іспанія. М., 1983 (відповідальний редактор).
- Інтернаціональний характер Великої Жовтневої соціалістичної революції. М., 1987.

## Цікаві факти
• Горбачов подарував Загладін збірку своїх промов з дарчим написом і вказівкою на те, що один з їх реальних авторів — його помічник.